# Lynsey Sharp
Lynsey Sharp (Reino Unido, 11 de julio de 1990) es una atleta británica, especialista en la prueba de 800 m en la que llegó a ser subcampeona europea en 2014.

## Carrera deportiva
En el Campeonato Europeo de Atletismo de 2014 ganó la medalla de plata en los 800 metros, corriéndolos en un tiempo de 1:58.80 segundos que fue su mejor marca personal, llegando a meta tras la bielorrusa Maryna Arzamasava (oro) y por delante de la polaca Joanna Jóźwik (bronce con 1:59.63 s).